# Szikes puszták
A szikes puszta a kontinentális sziknövényzet egyik, a Kárpát-medencében is többfelé megtalálható típusa (növénytársulástani osztálya). A kontinentális sziknövényzet alapjában azért különbözik a tengerparti sávok társulásaitól, mert míg utóbbiakban a növények életfeltételeit a talaj- és pórusvíz konyhasó (nátrium-klorid) -tartalma nehezíti, addig a kontinentális szikesekben a fő probléma a sziksó (nátrium-karbonát) felhalmozódása. Mindkét típus alapvetően lágyszárú növényekből áll; a fásszárúak ekkora sótartalmat nem viselnek el.

## A terminus kialakulása
Eredetileg Soó Rezső írta le, de az általa leírt taxon (Festuco-Puccinellietea Soó 1968) magában foglalta a nedves szikes réteket is. Ezeket Golub és munkatársai (2001-ben) új osztályként (Scorzonero-Juncetea gerardii (Vicherek 1973) Golub & al. 2001) különítették el, tehát a leszűkült társulástani osztályban:
- a szikfoktársulások,
- a szikes puszták és
- a szikes erdős sztyepp rétek

maradtak.

## Előfordulása
Ez az osztály a sztyepp formációban megjelenő a sziki társulásokat fogja össze. Termőhelyük legalább a tenyészidőszak nagyobb részében száraz, leggyakoribb fajaik a szilárdító elemekben gazdag szklerofill füvek. Ide soroljuk azokat a hasonló termőhelyeken élő, többnyire kétszikűekből álló társulásokat is, amelyek az ilyen társulásokból közvetlenül levezethetők. Ide tartozik tehát a szikes puszták és a szikfokok növényzete a szolonyec és a szoloncsák talajokon is, de nem soroljuk ide a nedves sziki réteket.

## Karakterfajai
- sziki üröm (Artemisia santonicum),
- parti laboda (Atriplex littoralis),
- sziki buvákfű (Bupleurum tenuissimum),
- sziki madárhúr (Cerastium dubium),
- sziki árpa (Hordeum hystrix),
- felemás zsázsa (Lepidium perfoliatum),
- magyar sóvirág (Limonium gmelinii subsp.hungaricum),
- sziki útifű (Plantago maritima),
- sziki kányafű (Rorippa kerneri),
- sziki pozdor (Scorzonera cana),
- sziki pitypang (Taraxacum bessarabicum).

## Rendszertani felosztása
Az osztályt két rendre tagoljuk:
- szikfoknövényzet
- pusztai gyepek

Ezeken belül a szoloncsák, illetve szolonyec talajok növénytársulásait asszociáció(al)csoportokként különítjük el.

### Szikfoknövényzet
A szikfoknövényzet (Festuco-Puccinellietalia Soó 1968) rend egyetlen, a Kárpát-medencében nyilvántartott társulástani csoportja:
- szikfoktársulások (Puccinellion limosae Soó 1933 em. Varga & V. Sipos ex Borhidi 2003 hoc loco) két alcsoporttal:
  - szolonyec szikfoknövényzet (Puccinellenion limosae Varga & V.Sipos ex Borhidi 2003 suball. nova hoc loco)
  - szoloncsák szikfoknövényzet (Puccinellenion peisonis (Wendelbg. 1943 corr. Soó 1947) Borhidi 2003 comb. nova hoc loco)

### Szikes puszták és sztyepprétek
A szikes puszták és sztyepprétek avagy pusztai gyepek (Artemisio-Festucetalia pseudovinae Soó 1968) rend két társulástani csoportja:
- szikespuszta-gyepek (Festucion pseudovinae Soó 1933) három növénytársulással,
- sziki magaskórós erdőspusztarétek (Peucedano officinalis-Asterion sedifolii Borhidi 1996) egy növénytársulással.